# 晋江
晋江（しんこう、Chin River または Chin Chiang, Jìn jiāng）は中国福建省の南部にある川。福建省中部の戴雲山（永春県の北西部）から、安渓、南安、晋江市を通って台湾海峡まで、全長182キロメートル。川の流量が大きく変化し、砂も多く含まれている。
晋江流域所県の特産物はきわめて豊富である。泉州には広く名の知れた桂元肉乾（竜眼の果肉を干したもの）や各種の蜜漬けにした果物がある。
両岸には延々と山地が続いている。これらの山地はいずれも花崗岩の岩山であり、良質な建築材料を全国に提供している。